# Сен-Мер-лез-Уссин
Сен-Мер-лез-Усси́н (фр. Saint-Merd-les-Oussines, окс. Sent Merd las Aussinas) — коммуна во Франции, находится в регионе Лимузен. Департамент — Коррез. Входит в состав кантона Бюжа. Округ коммуны — Юссель.
Код INSEE коммуны — 19226.
Коммуна расположена приблизительно в 360 км к югу от Парижа, в 70 км восточнее Лиможа, в 50 км к северо-востоку от Тюля.

## Население
Население коммуны на 2008 год составляло 118 человек.
| 1962 | 1968 | 1975 | 1982 | 1990 | 1999 | 2008 |
| ---- | ---- | ---- | ---- | ---- | ---- | ---- |
| 135  | 180  | 153  | 137  | 114  | 112  | 118  |

## Экономика
В 2007 году среди 67 человек в трудоспособном возрасте (15-64 лет) 48 были экономически активными, 19 — неактивными (показатель активности — 71,6 %, в 1999 году было 75,0 %). Из 48 активных работали 43 человека (25 мужчин и 18 женщин), безработных было 5 (1 мужчина и 4 женщины). Среди 19 неактивных 6 человек были учениками или студентами, 7 — пенсионерами, 6 были неактивными по другим причинам.

## Достопримечательности
- Склеп рядом с церковью. Памятник истории с 1929 года[3]
- Дом приходского священника (XVII век). Памятник истории с 1978 года[4]
- Руины галло-римского селения Кар. Памятник истории с 1935 года[5]

## Фотогалерея

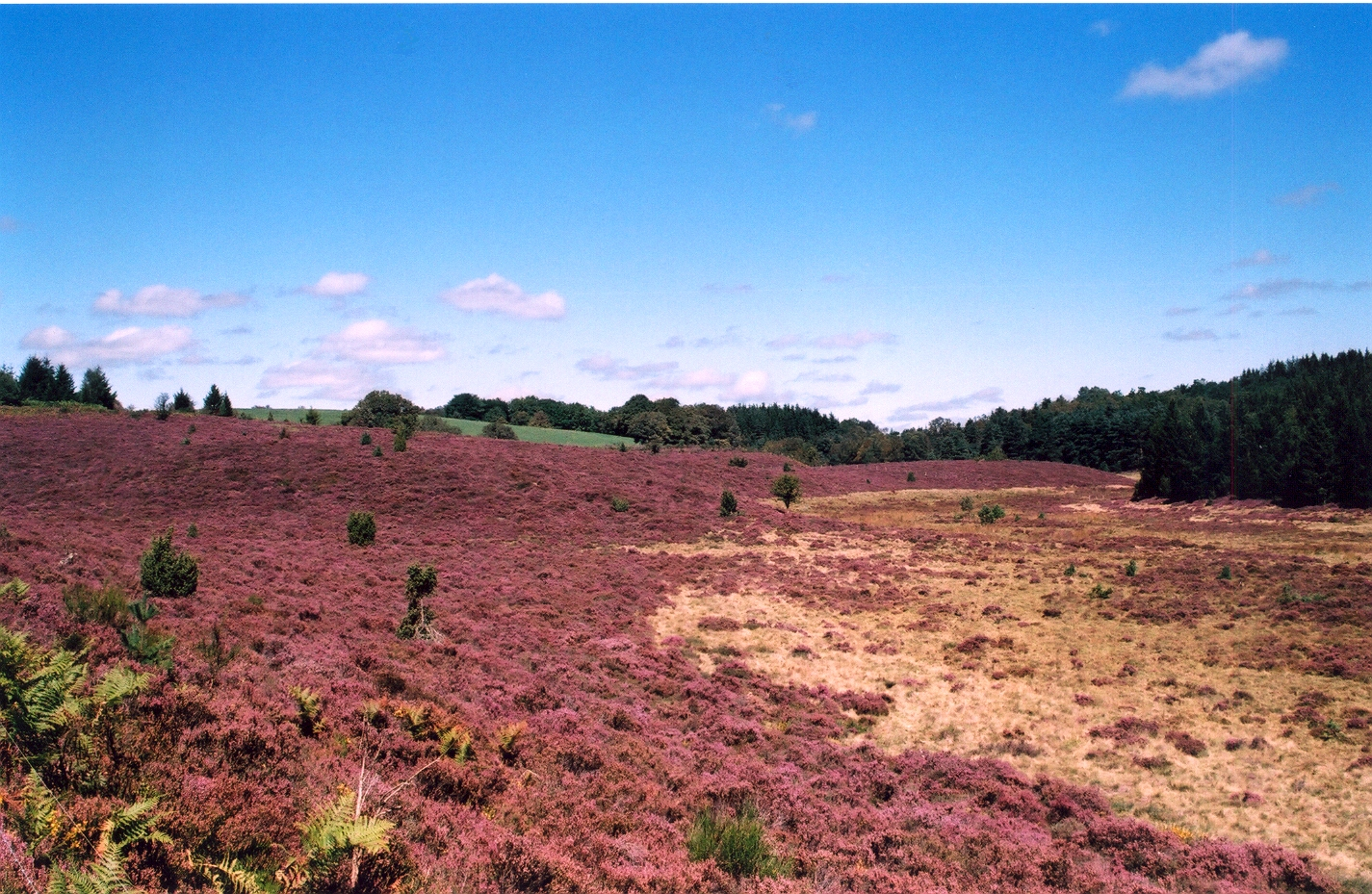
Вересковая пустошь
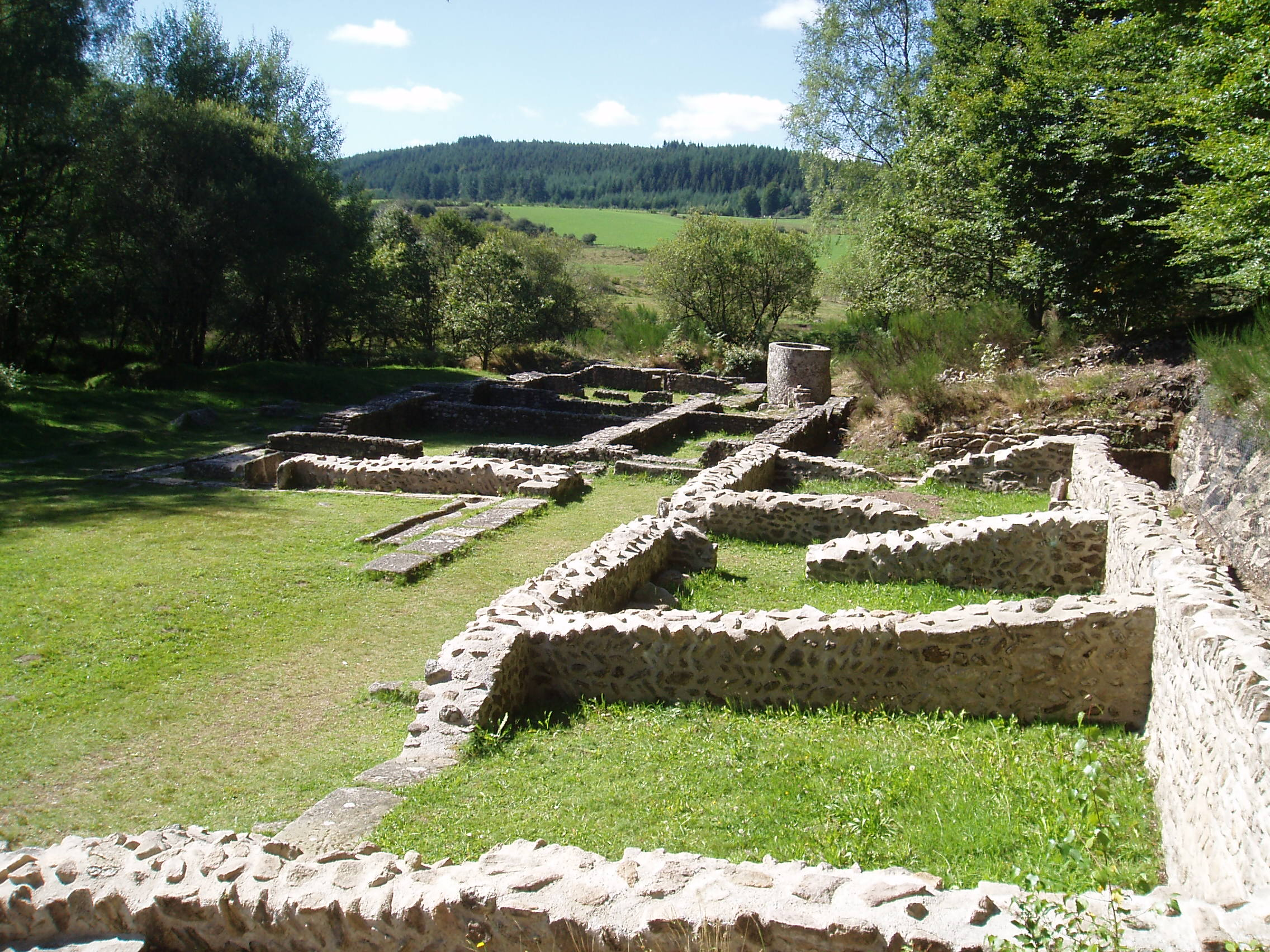
Руины галло-римского селения Кар
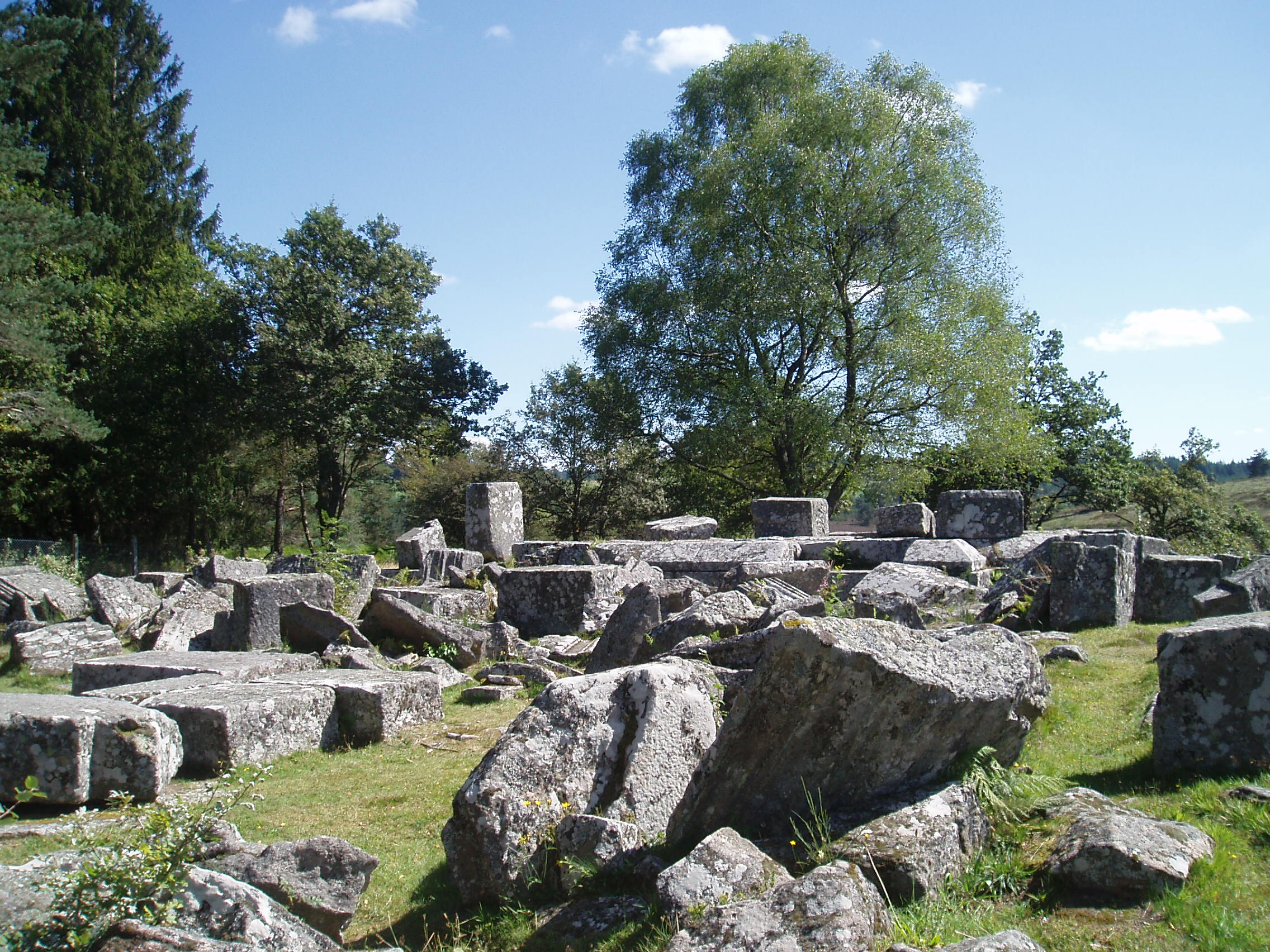
Руины галло-римского селения Кар
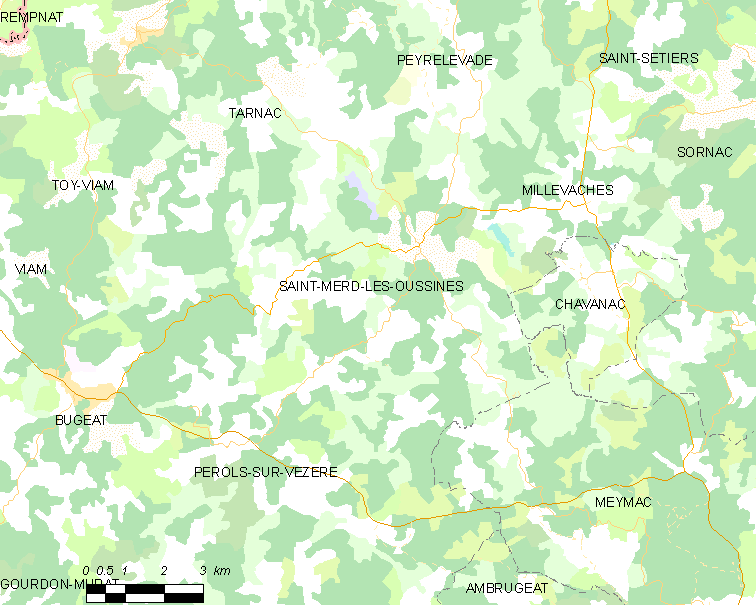
Карта коммуны